# موش جنگلی تامالیپان
موش جنگلی تامالیپان (نام علمی: Neotoma angustapalata) نام یک گونه از سرده موش کپه‌ساز است.